# NGC 1001
NGC 1001 é uma galáxia espiral (Sbc) localizada na direcção da constelação de Persus. Possui uma declinação de +41° 40' 18" e uma ascensão recta de 2 horas, 39 minutos e 12,6 segundos.
A galáxia NGC 1001 foi descoberta em 8 de Dezembro de 1871 por Édouard Jean-Marie Stephan.